# Thesium ifrikianum
Thesium ifrikianum är en sandelträdsväxtart som beskrevs av Radovan Hendrych. Thesium ifrikianum ingår i släktet spindelörter, och familjen sandelträdsväxter. Inga underarter finns listade i Catalogue of Life.